# Wöhlerit
Wöhlerit ist ein selten vorkommendes Mineral aus der Mineralklasse der „Silikate und Germanate“ mit der chemischen Zusammensetzung Na2Ca4ZrNb[F|O3|(Si2O7)2], und damit ein komplex zusammengesetztes Natrium-Calcium-Zirkon-Niob-Silikat mit Fluor und Sauerstoff als zusätzlichen Anionen. Strukturell gehört Wöhlerit zu den Gruppensilikaten (Sorosilikate).
Wöhlerit kristallisiert im monoklinen Kristallsystem und entwickelt meist dicktafelige bis prismatische Kristalle und pseudorhombische Zwillinge, kommt aber auch in Form körniger Aggregate vor. Die durchsichtigen bis durchscheinenden Kristalle von hellgelber bis gelber, brauner oder grauer Farbe bei hellgelber Strichfarbe. Unverletzte Kristallflächen weisen einen glasähnlichen Glanz auf, Bruchflächen dagegen eher Harz- bis Fettglanz.
Mit einer Mohshärte von 6 bis 6,5 gehört Wöhlerit zu den harten Mineralen, die sich ähnlich wie das Referenzmineral Orthoklas (Härte 6) mit einer Stahlfeile ritzen lassen.

## Etymologie und Geschichte

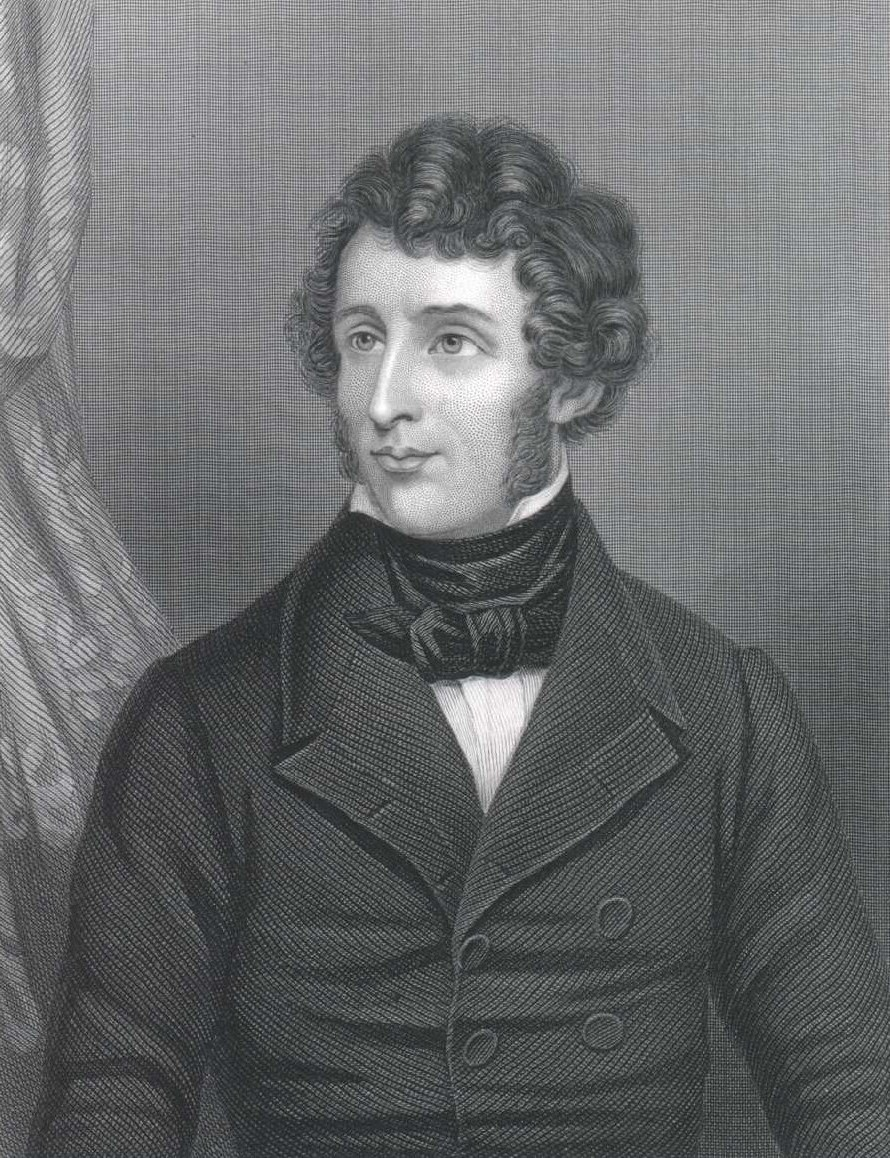
Friedrich Wöhler (1800–1882)

Erstmals entdeckt wurde Wöhlerit in den Syenitpegmatitgängen einiger Steinbrüche unter anderem auf der Insel Løvøya (Løvø, Lovoya, Lövö, Lövöe) im Langesund-Fjord nahe der Stadt Brevik in der norwegischen Provinz Telemark und beschrieben 1843 durch Theodor Scheerer (1813–1875), der das Mineral nach dem deutschen Chemiker Friedrich Wöhler benannte.
Das Typmaterial des Minerals wird in der Mineralogischen Sammlung des Mineralogisch-Petrographischen Instituts der Universität Göttingen (MSU-Göttingen) in Göttingen unter der Sammlungsnummer GZG.MIN.8.3.39.19 aufbewahrt.
Da der Wöhlerit bereits lange vor der Gründung der International Mineralogical Association (IMA) bekannt und als eigenständige Mineralart anerkannt war, wurde dies von ihrer Commission on New Minerals, Nomenclature and Classification (CNMNC) übernommen und bezeichnet den Wöhlerit als sogenanntes „grandfathered“ (G) Mineral. Die seit 2021 ebenfalls von der IMA/CNMNC anerkannte Kurzbezeichnung (auch Mineral-Symbol) von Wöhlerit lautet „Wöh“.

## Klassifikation
In der veralteten 8. Auflage der Mineralsystematik nach Strunz gehörte der Wöhlerit zur Mineralklasse der „Silikate“ und dort zur Abteilung der „Gruppensilikate (Sorosilikate)“, wo er zusammen mit Låvenit die „Wöhlerit-Låvenit-Gruppe“ mit der Systemnummer VIII/B.08 und den weiteren Mitgliedern Hiortdahlit, Hellandit, Marianoit und Niocalit bildete.
Im zuletzt 2018 überarbeiteten und aktualisierten Lapis-Mineralienverzeichnis nach Stefan Weiß, das sich im Aufbau noch nach dieser alten Form der Systematik von Karl Hugo Strunz richtet, erhielt das Mineral die System- und Mineral-Nr. VIII/C.11-010. In der Lapis-Systematik entspricht dies ebenfalls der Abteilung „Gruppensilikate“, wo Wöhlerit zusammen mit Baghdadit, Burpalit, Dovyrenit, Hiortdahlit, Janhaugit, Låvenit, Marianoit, Niocalit, Normandit und Roumait die „Wöhleritreihe“ mit der Systemnummer VIII/C.11 bildet.
Auch die von der IMA zuletzt 2009 aktualisierte 9. Auflage der Strunz’schen Mineralsystematik ordnet den Wöhlerit in die Abteilung der „Gruppensilikate (Sorosilikate)“ ein. Diese ist allerdings weiter unterteilt nach der Struktur der Silikatgruppen, der möglichen Anwesenheit weiterer Anionen und der Koordination der beteiligten Kationen, so dass das Mineral entsprechend seiner Zusammensetzung in der Unterabteilung „Si2O7-Gruppen mit zusätzlichen Anionen; Kationen in oktaedrischer [6]er- und größerer Koordination“ zu finden ist, wo es zusammen mit Baghdadit, Burpalit, Cuspidin, Hiortdahlite, Janhaugit, Låvenit, Marianoit, Niocalit und Normandit die „Cuspidingruppe“ mit der Systemnummer 9.BE.17 bildet.
In der vorwiegend im englischen Sprachraum gebräuchlichen Systematik der Minerale nach Dana hat Wöhlerit die System- und Mineralnummer 56.02.04.05. Dies entspricht ebenfalls der Klasse der „Silikate“ und dort in die Abteilung der „Gruppensilikate: Si2O7-Gruppen und O, OH, F und H2O“. Hier ist er zusammen mit Cuspidin in der „Cuspidin-Wöhlerit-Gruppe“ mit der Systemnummer 56.02.04 und den weiteren Mitgliedern Baghdadit, Burpalit, Cuspidin, Hainit, Hiortdahlit, Janhaugit, Jennit, Kochit, Komarovit, Kristiansenit, Låvenit, Marianoit, Mongolit, Natrokomarovit, Niocalit, Rosenbuschit und Suolunit innerhalb der Unterabteilung „Gruppensilikate: Si2O7-Gruppen und O, OH, F und H2O mit Kationen in [4] und/oder >[4]-Koordination“ zu finden.

## Kristallstruktur
Wöhlerit kristallisiert monoklin in der Raumgruppe P21 (Raumgruppen-Nr. 4) mit den Gitterparametern a = 10,82 Å; b = 10,24 Å; c = 7,29 Å und β = 109,0° sowie zwei Formeleinheiten pro Elementarzelle.

## Eigenschaften
Vor dem Lötrohr in einer Platinzange lässt sich Wöhlerit bis zum Glühen erhitzt werden, ohne dass er sich verändert. Bei stärkerer Glühhitze schmilzt das Mineral allerdings zu einem gelblichen Glas ohne Blasen zu werfen.

## Bildung und Fundorte

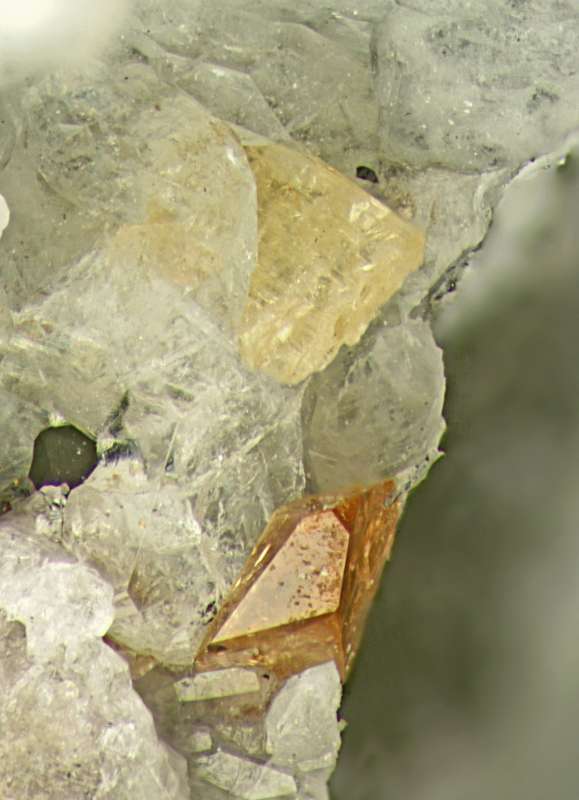
Wöhlerit (zitronengelb, teilweise umschlossen von durchsichtigem Analcim) und Titanit (orange) aus dem Steinbruch Poudrette, Mont Saint-Hilaire, Québec, Kanada (Sichtfeld: 2,0 mm × 2,8 mm)

Wöhlerit bildet sich als akzessorischer Bestandteil in der Spätphase der Kristallisation alkalischer Pegmatite, findet sich aber auch in Nephelin-Syeniten, Feniten und Karbonatiten. Entsprechend seiner Bildungsbedingungen kann er mit vielen anderen Mineralen vergesellschaftet vorkommen, so unter anderem Aegirin, Albit, Astrophyllit, Betafit, Biotit, Cancrinit, Katapleiit, Eudialyt, Ferro-Hornblende, Fluorit, Latrappit, Låvenit, Mosandrit, Nephelin, Pyrochlor, Rosenbuschit und Zirkon sowie niobhaltiger Perowskit und Zirkonolith.
Als seltene Mineralbildung konnte Wöhlerit nur an wenigen Fundorten nachgewiesen werden, wobei bisher (Stand 2014) rund 70 Fundorte bekannt sind. Neben seiner Typlokalität Løvøya trat das Mineral in Norwegen noch an mehreren Stellen im Langesundsfjord sowie in den Gebieten um Bjørkedalen, Langangen und Mørje in der Provinz Telemark auf. Des Weiteren wurde es an vielen Orten in der Provinz Vestfold entdeckt.
In Deutschland fand man Wöhlerit bisher vor allem in der rheinland-pfälzischen Vulkaneifel, so unter anderem bei Niedermendig, am Wingertsberg und am Krufter Ofen in der Nähe des Laacher Sees, im Steinbruch „Löhley“ bei Üdersdorf und am Hüttenberg in der Gemeinde Glees. Daneben trat es noch im Steinbruch Badloch am Badberg im Kaiserstuhl in Baden-Württemberg auf.
Weitere Fundorte liegen unter anderem in Angola, Australien, Grönland, Guinea, Italien, Kanada, Malawi, Mali, Rumänien, Russland, Schweden und den Vereinigten Staaten von Amerika (New Hampshire).